# Stroino, Iambol
Stroino (în bulgară Стройно) este un sat în comuna Elhovo, regiunea Iambol,  Bulgaria. 

## Demografie
Componența etnică a satului Stroino
     Bulgari (94,59%)
     Nicio identificare (5,4%)
     Altele (0%)
La recensământul din 2011, populația satului Stroino era de 37 locuitori. Din punct de vedere etnic, majoritatea locuitorilor (94,59%) erau bulgari. Pentru 5,4% din locuitori nu este cunoscută apartenența etnică.